# Роберто Корреа
Роберто Корреа (ісп. Roberto Correa, нар. 20 вересня 1992, Бадахос) — іспанський футболіст, захисник клубу «Ейбар».

## Ігрова кар'єра
У дорослому футболі дебютував 2011 року виступами за команду «Райо Вальєкано Б», в якій провів два сезони. Протягом цього періоду провів два матчі й за основну команду «Райо Вальєкано».
2013 року уклав контракт з барселонським «Еспаньйолом», утім протягом наступних двох років грав за другу його команду.
Провівши в сезоні 2015/16 сім матчів за основну команду «Еспаньйола» в іспанській першості, був відданий в оренду до «Ельче», а ще за рік перейшов до «Кадіса».
2019 року приєднався до «Ейбара».